# Fabienne Diato-Pasetti
Fabienne Diato-Pasetti (ur. 4 października 1965 w Monako) – monakijska strzelczyni, sześciokrotna olimpijka.

## Kariera
Strzelectwo zaczęła uprawiać w wieku 20 lat. Specjalizowała się wyłącznie w karabinie pneumatycznym z 10 m. Sześciokrotna olimpijka (IO 1988, IO 1992, IO 1996, IO 2000, IO 2004, IO 2008) i pierwsza kobieta z Monako, która wzięła udział w igrzyskach olimpijskich. Najwyższe miejsce zajęła na igrzyskach w 1992 i 1996 roku – była to 39. pozycja (w zawodach uczestniczyło kolejno 45 i 49 zawodniczek).
Wielokrotna uczestniczka mistrzostw świata, mistrzostw Europy i Pucharu Świata. Podczas mistrzostw świata w 1998 roku zajęła 45. miejsce wśród 114 zawodniczek. Na mistrzostwach Europy w 2001 roku osiągnęła 43. wynik (startowało 66 strzelczyń), zaś najwyższe miejsce w Pucharze Świata zajęła w 1998 roku w Atlancie – była na 20. lokacie wśród 52 sportsmenek.
Uczestniczyła w igrzyskach śródziemnomorskich – m.in. zajęła 7. pozycję w 1991 roku i 15. miejsce w 1997 roku. Zdobyła 6 medali (w tym 2 złote) na igrzyskach małych państw Europy. Po zakończeniu kariery została trenerką strzelectwa w Monako.

## Wyniki

### Igrzyska olimpijskie
| Igrzyska       | Konkurencja                | Wynik                  | Miejsce | Źródło |
| -------------- | -------------------------- | ---------------------- | ------- | ------ |
| Seul 1988      | Karabin pneumatyczny, 10 m | 375 pkt. (95–93–94–93) | 43      | [ 8 ]  |
| Barcelona 1992 | Karabin pneumatyczny, 10 m | 381 pkt. (97–95–92–97) | 39      | [ 3 ]  |
| Atlanta 1996   | Karabin pneumatyczny, 10 m | 385 pkt. (99–98–95–93) | 39      | [ 4 ]  |
| Sydney 2000    | Karabin pneumatyczny, 10 m | 387 pkt. (96–99–97–95) | 41      | [ 9 ]  |
| Ateny 2004     | Karabin pneumatyczny, 10 m | 382 pkt. (95–98–96–93) | 43      | [ 10 ] |
| Pekin 2008     | Karabin pneumatyczny, 10 m | 387 pkt. (94–98–98–97) | 41      | [ 11 ] |